# Ivar Eidefjäll

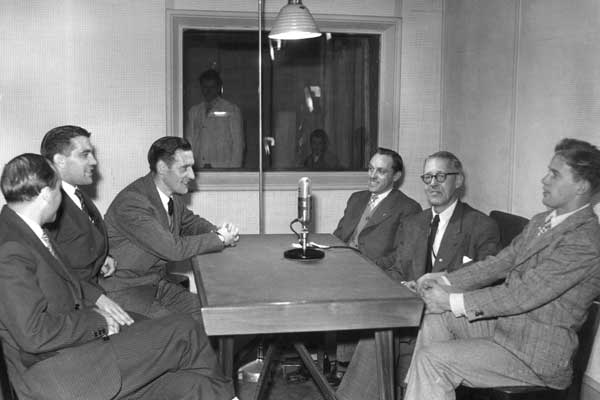
Ivar Eidefjäll (trzeci od prawej)

Ivar Eidefjäll (ur. 18 października 1921 w Jönköping, zm. 23 maja 2011) – szwedzki piłkarz grający na pozycji pomocnika. W swojej karierze rozegrał 1 mecz w reprezentacji Szwecji.

## Kariera klubowa
Swoją karierę piłkarską Eidefjäll rozpoczął w klubie Jönköpings Södra IF. W sezonie 1945/1946 zadebiutował w nim w pierwszej lidze szwedzkiej. W tamtym sezonie spadł z Jönköpings Södra do drugiej ligi, ale w sezonie 1947/1948 ponownie grał w nim w pierwszej lidze. W sezonie 1949/1950 wywalczył z Jönköpings Södra IF wicemistrzostwo Szwecji.
Latem 1950 roku Eidefjäll wyjechał do Włoch i został zawodnikiem drugoligowego AC Legnano. W sezonie 1950/1951 awansował do Serie A, a w sezonie 1951/1952 spadł z Legnano do Serie B. W sezonie 1953/1954 ponownie grał w nim w Serie A. Latem 1954 odszedł do Novary Calcio. W sezonie 1955/1956 został z nią zdegradowany do Serie B, a po sezonie 1956/1957 zakończył karierę.
| Sezon   | Klub                | Kraj    | Rozgrywki   | Mecze | Bramki |
| ------- | ------------------- | ------- | ----------- | ----- | ------ |
| 1945/46 | Jönköpings Södra IF | Szwecja | Allsvenskan | ?     | ?      |
| 1946/47 | Jönköpings Södra IF | Szwecja | Superettan  | ?     | ?      |
| 1947/48 | Jönköpings Södra IF | Szwecja | Allsvenskan | 22    | 7      |
| 1948/49 | Jönköpings Södra IF | Szwecja | Allsvenskan | 22    | 4      |
| 1949/50 | Jönköpings Södra IF | Szwecja | Allsvenskan | 22    | 11     |
| 1950/51 | AC Legnano          | Włochy  | Serie B     | 37    | 18     |
| 1951/52 | AC Legnano          | Włochy  | Serie A     | 29    | 2      |
| 1952/53 | AC Legnano          | Włochy  | Serie B     | 30    | 3      |
| 1953/54 | AC Legnano          | Włochy  | Serie A     | 33    | 5      |
| 1954/55 | Novara Calcio       | Włochy  | Serie A     | 34    | 3      |
| 1955/56 | Novara Calcio       | Włochy  | Serie A     | 31    | 3      |
| 1956/57 | Novara Calcio       | Włochy  | Serie B     | 26    | 2      |

## Kariera reprezentacyjna
W reprezentacji Szwecji Eidefjäll zadebiutował 2 października 1949 roku w zremisowanym 3:3 meczu Mistrzostw Nordyckich 1948/1951 z Norwegią, rozegranym w Solnie. Był to jego jedyny mecz w kadrze narodowej.